# Danh sách tập của Nicky, Ricky, Dicky & Dawn
Nicky, Ricky, Dicky & Dawn là chương trình hài kịch của Mỹ sản xuất bởi Nickelodeon.

## Số tập
| Mùa | Mùa | Số tập | Số tập | Phát sóng gốc       | Phát sóng gốc       |
| Mùa | Mùa | Số tập | Số tập | Phát sóng lần đầu   | Phát sóng lần cuối  |
| --- | --- | ------ | ------ | ------------------- | ------------------- |
|     | 1   | 20     | 20     | 13 tháng 9 năm 2014 | 24 tháng 3 năm 2015 |
|     | 2   | 26     | 26     | 23 tháng 5 năm 2015 | 6 tháng 8 năm 2016  |